# Первичная обструкция шейки мочевого пузыря
Первичная обструкция шейки мочевого пузыря или болезнь Мариона — функциональная обструкция, возникающая из-за того, что шейка мочевого пузыря не открывается надлежащим образом во время мочеиспускания. Встречается среди мужчин и женщин с дисфункцией мочеиспускания и сопровождается симптомами нарушения резервуарной функции мочевого пузыря или нарушениями мочеиспускания. В качестве возможных причин предполагаются мышечная или неврологическая дисфункции, а также фиброз.
Диагностируется видеоуродинамическим исследованием, уродинамическим исследованием и визуализацией шейки мочевого пузыря во время мочеиспускания. В зависимости от тяжести симптомов и результатов уродинамического исследования, лечение может быть консервативным, заключающимся в постоянном наблюдении, медикаментозным или хирургическим.

## Симптомы
Симптомы могут быть различными и в общем случае возможны боли или дискомфорт в области таза. Одно исследование показало, что среди мужчин боли в области таза встречаются значительно чаще, чем среди женщин (46 % против 15 %). Согласно другому исследованию наиболее частым симптомом у женщин с обструкцией мочевого пузыря, включая случаи врождённой обструкции шейки мочевого пузыря, было частое мочеиспускание.
Симптомы, касающиеся мочеиспускательной функции, могут включать в себя:
- слабый напор мочи,
- прерывистый поток мочи,
- неполное опорожнение мочевого пузыря.

Симптомы, касающиеся резервуарной функции мочевого пузыря, могут включать в себя:
- частое мочеиспускание,
- ощущение внезапной необходимости опорожнения,
- недержание мочи,
- никтурия.

## Этиология
Точные возможные причины заболевания не были определены. Изначальные теории, предложенные профессором Марионом, предполагали структурные изменения шейки мочевого пузыря, включая сужение фиброзной ткани и гиперплазию. Позже выдвигались предположения  о неправильном морфологическом расположении мускулатуры детрузора, что могло приводить к недостаточному раскрытию шейки мочевого пузыря, о нарушениях в развитии мезенхимы шейки мочевого пузыря или включениях в шейку аномального количества соединительной ткани, приводящей к гипертрофии гладкой мышцы и фиброзным контрактурам.
Среди неврологических причин была предложена дисфункция симпатической нервной системы. В одном из случаев диссинергии шейки мочевого пузыря в ткани шейки было обнаружено увеличение плотности относящихся к симпатическим нервам иммунореактивных для нейропептида Y нервных волокон.
Некоторые случаи дисфункции могут быть результатом аномалий работы поперечно-полосатой мускулатуры сфинктера, расслабление наружной части которого при волевом мочеиспускании служит началом акта мочеиспускания.

## Диагностика
Диагностируется видеоуродинамическим исследованием, при котором наблюдается повышенное давление со слабым напором мочи, а радиографические данные указывают на признаки обструкции шейки мочевого пузыря с расслаблением поперечно-полосатой мышечной ткани сфинктера, но без признаков обструкции дистального отдела.

## История
Французский хирург и уролог Жорж Марион  подробно изучил морфологию и течение гипертрофии шейки мочевого пузыря, сопровождавшуюся стенозом отверстия мочеиспускательного канала и симптомами инфравезикальной обструкции. Впервые же диагноз среди мужчин был озвучен профессором Марионом в 1933 году, а впоследствии болезнь была названа в его часть. В 1973 году Ричард Тернер-Уорвик и его коллеги в диагностике дисфункции шейки мочевого пузыря использовали уродинамическое исследование и микционную цистографию. Среди женщин клинические случаи контрактуры шейки мочевого пузыря были обнаружены разными группами исследователей в 1984 и в 1987 годах.